# San Lucas (Michoacán)
San Lucas es una localidad al noroeste del estado mexicano de Michoacán, cabecera del municipio homónimo. Es famoso a nivel regional por el Santuario de la Virgen de San Lucas que es considerada la «Reina de la Tierra Caliente» y una de las festividades que más peregrinos atrae a nivel nacional.[cita requerida]

## Toponimia
Debe su nombre a Lucas el Evangelista, el cual, de acuerdo a la tradición, pintó la primera imagen de María, de allí que aquí, en San Lucas se venere una pintura de la Virgen María conocida como La Virgen de San Lucas.

## Historia
Los primeros agustinos llegaron a esta región a predicar el Evangelio y fue Fray Juan Bautista de Moya, quién en 1553 congregó a los indígenas y fundó con ellos una doctrina, como entonces se llamaba a la reunión de nuevos catecúmenos.
En 1765, según la relación que hace el bachiller don Joseph Marcelino Palomino, cura y juez eclesiástico del Partido de Cutzio, el pueblo de San Lucas aparece como uno de los pueblos que integraban este partido (los otros eran Cutzio que era la cabecera, San Juan Huetamo y Purechucho).
San Lucas se encontraba habitado en este tiempo por 50 familias naturales con un número de 186 feligreses. El pueblo contaba con una parroquia de adobe, tejado de zacate y medía 30 varas de largo y 9 de ancho. En 1763 un temblor afectó la construcción de la parroquia que se encontraba a punto de caer y aunque los naturales de dicho pueblo intentaron hacer otra, su pobreza no les dio lugar.
Por la Ley Territorial del 10 de diciembre de 1831, San Lucas aparece como tenencia del municipio de Huetamo. Fue elevado al rango de municipio, el 13 de enero de 1925, siendo San Lucas su cabecera. 

## Geografía
Se encuentra a una distancia de 225 km de la capital del estado, en la ubicación 18°34′37″N 100°47′6″O / 18.57694, -100.78500, a una altitud de 300 m s. n. m. Su clima es seco estepario. Tiene una precipitación pluvial anual de 906.5 milímetros y temperaturas que oscilan entre 20.2 y 35.3 º centígrados.

## Demografía
Según los datos registrados en el censo de 2020, la localidad cuenta con 3243, habitantes lo que representa un crecimiento promedio de 0.51 % anual en el período 2010-2020 sobre la base de los 3085 habitantes registrados en el censo anterior. Ocupa una superficie aproximada de 3.76 km², lo que determina al año 2020 una densidad de 862,5 hab/km². Por su población es la 167.ª localidad más poblada de Michoacán.
La población de San Lucas está mayoritariamente alfabetizada (9.47 % de personas mayores de 15 años analfabetas, según relevamiento del año 2020), con un grado de escolaridad promedio en torno a los 8 años. El 88 % de los habitantes de San Lucas profesa la religión católica.
En el año 2010 estaba clasificada como una localidad de grado bajo de vulnerabilidad social. Según el relevamiento realizado, 1241 personas de 15 años o más no habían completado la educación básica —carencia conocida como rezago educativo—, y 1437 personas no disponían de acceso a la salud.

### Población de San Lucas 1900-2020[9]
| Gráfica de evolución demográfica de San Lucas entre 1900 y 2020                                   |
|                                                                                                   |
| Población de los censos del Instituto Nacional de Estadística y Geografía (INEGI) de 1900 a 2020. |